# Dito Lagvilava
Dito Lagvilava (georgiska: დიტო ლაგვილავა) född 19 februari 1989 i Suchumi, är en georgisk singer-songwriter.

## Eurovision
Under 2011 deltog Lagvilava i den georgiska nationella uttagningen till Eurovision Song Contest 2011 tillsammans med gruppen November. De tävlade med låten "New Day". Vann finalen gjorde rockgruppen Eldrine.